# جردن اسپیث
جردن اسپیث (انگلیسی: Jordan Spieth؛ زادهٔ ۲۷ ژوئیهٔ ۱۹۹۳) گلف‌باز اهل ایالات متحده آمریکا است.